# 譚焌釗
譚焌釗（Leslie Tam，1987年7月29日—），亞洲電視亞洲星光大道3第四名。

## 外部連結
- 亞洲星光大道3 參賽者簡介

| 前任： 李建龍 | 亞洲星光大道第四名 第三屆 | 繼任： 鄭漢興 |